# グリゴリー・セミョーノフ

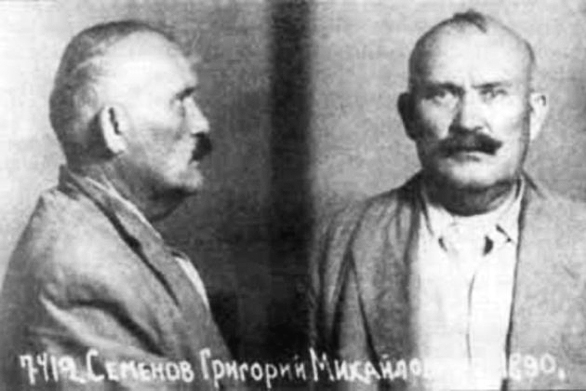
赤軍捕縛時のセミョーノフ

グリゴリー・ミハイロヴィチ・セミョーノフ（ロシア語: Григо́рий Миха́йлович Семёнов, ラテン文字転写: Grigorii Mikhailovich Semyonov, 1890年9月13日 - 1946年8月30日）は、ロシア革命当時ザバイカル・コサックの統領（アタマン）であり、極東三州の独占的利権を確立しようとする日本軍参謀本部によって、反革命勢力の軍事指揮官に擁立され、ザバイカル共和国を樹立した。

## 生涯
セミョーノフは東シベリアのザバイカル州クランツカでコサックの父とブリヤート人の母の間に生まれた。
1908年、オレンブルクのコサック学校に入る。3年後に卒業し、第1ウェルフネウディンスク連隊に配属され、外蒙国境警備の任につく。その後チタの軍学校に学び、また沿海州の国境警備等の任につき、1914年、第一次世界大戦が勃発すると、第1ネルチンスク連隊の一員として東部戦線へ出征。軍功を立てて勲章2個を受章した。大尉として第3ウェルフネウディンスク連隊でペルシャ戦線に戦っている時に二月革命が起こった。臨時政府のケレンスキーへ民族部隊の設立を献策して容れられ、シベリアに戻って募兵を始めるが、十月革命の勃発を受けて反革命勢力として活動を開始する。「特別満州里支隊」という白衛軍を組織し、日本軍参謀本部から武器と資金提供を受けた。日本のシベリア出兵を機にザバイカル州に反革命地方政権であるザバイカル共和国を樹立する。
1918年9月、イギリスに擁立されたコルチャークにより、オムスクに臨時全ロシア政府が成立すると、セミョーノフはコルチャークからザバイカルの統治権限を受けるが、両者の戦略や思想の食い違い、英仏軍と日本軍の思惑の相違があり、その反目の深刻さは軍事作戦面での共同までも妨げていた。
彼の粗暴で専制的な素行の噂は、民意による政権樹立を名目とするアメリカにとって、極東から日本の勢力を排除するための口実となり、日本のシベリア出兵継続を危うくさせた。
赤軍に押されてオムスク政府が崩壊する際、500トンとも言われる帝政ロシア中央銀行の金塊の一部を入手して日本の朝鮮銀行に輸送した。続いて列国のシベリア撤退に伴い日本軍の後ろ楯を失い失脚、1921年にウラジオストクを脱出した後上海、アメリカ、日本を転々としながら反ソ活動を継続する。
関東軍は、セミョーノフを反ソ白系ロシア人の指導者の一人として重用し、大連に邸宅を与え、毎月機密費から多額の生活費を渡していた。
1934年より、満州国の白系露人事務局の活動に参加する。
1945年8月、大連にいたセミョーノフは赤軍に捕縛され、1946年8月にモスクワで国家財産略取の罪で絞首刑が執行された。

## エピソード
- 1920年3月、ユダヤ系ロシア人のアナトリー・ヤコヴレヴィチ・グートマンは反過激派（反赤軍）露字新聞「デーロ、ロシー」を創刊した[1][2]。同年6月、ロシア陸軍中将ロマノフスキー（ロシア語版）がセミョーノフ軍代表者スイロボヤルスキー（ロシア語版）少将と協議を行い、「デーロ、ロシー」を買収し[1]、同年7月、ロマノフスキーの主筆により号外として邦文翻訳号を発行し[2]、セミョーノフ軍の宣伝を行った[1]。

- セミョーノフは日本に亡命中に離婚し、大連では一男三女と暮らしていた。長男は1946年にソ連軍に連行途中で射殺され、三姉妹は1948年に連行され軍事法廷で「国家反逆罪」で25年の強制収容所送りを宣告された。長女は4年目で精神障害者用の収容所に移され、1994年まで収容された。次女と三女は1956年のスターリン批判をきっかけにした政治犯の釈放で解放された。長女と次女はソ連崩壊後はノボロシースクで暮らしている。

- セミョーノフに関しては、吉野松夫という人物と関わりがあり、以下の様な記述も見受けられる。（吉野氏は）元関東軍ハルビン特務機関員で、白系露人工作を担当、チョウル白系開拓団の監督官とも 言うべき形で副村長をしており、セミョーノフ将軍の姪を妻にしていたといわれる。
終戦時にはハルビンでソ連側に逮捕されたが、特務機関員なのにもかかわらずシベリヤ送りにもならずに、 二十一年大連経由で引き上げてきた。もちろん、妻やセミョーノフ将軍が処刑されたことはいうまでもないことである。
 その後、露語に巧みなことから日ソ通信社や旧朝連（朝鮮人連盟）に関係、二十七年に 日ソ貿易商社進展実業の通訳として、樺太炭の摘み取りのため樺太へ出張したこともあるという人物である — 三田和夫『赤い広場―霞ヶ関 山本ワシントン調書』20世紀社 1955年 pp.80 - 81「セミヨノフ将軍の握手」
- 元陸軍少将　憲兵司令官　上砂勝七　著　「憲兵三十一年」　　　東京ライフ社　　昭和三十年三月十五日発行より抜粋　　　  大正七年頃、欧露本国の労農政府の勢力は漸次東方に伸び、東部シベリヤの都、チタには、表向きは労農政府と離れた、独立の民主政体、極東共和国が建てられたが、議員の過半数は共産党系の者であって、その勢力は東部全地域に及んで来た。また独欧俘虜及び過激派よりなる十万と号する赤軍もあったが、大正七年八月日本軍が連合軍の首幹となり、シベリヤに出兵したので、赤軍は漸次西方に退却した。その頃の反過激派軍は、セミヨノフ軍とカッペリー軍とであったが、日本軍の進出に力を　得て士気大いに揚った。然るにその年の末頃から政情が変化し、コルチャック政府は危殆に瀕し、遂に九年一月没落したので過激派は全シベリヤに跋扈し、三月ニコラエフスクで、同地の日本守備軍を襲撃し、守備隊長石川少佐は負傷し、石田領事以下館員は全滅し、三宅、石川両海軍少佐も戦死し、邦人の大半は難に殉じ、或いは虐殺された事件が起こった。  その頃から対露政策の変更で、派遣軍隊は縮小に縮小を続け、大正十一年に入ってからは撤兵論も盛んとなり、同十一年六月下旬に日本政府は我が派遣軍のシベリヤ撤兵を声明し八月十日から実施した。世にいうシベリヤ出兵尼港事件である。派遣軍の縮小中大正九年八月、ザバイカル州方面の日本軍の撤退により、セミヨノフ軍などの反過激派軍は敗退したので、セミヨノフを亡命させることになり、国際関係もあるので、日本に留める訳にもゆかないので、上海へ亡命させたのである。このセミヨノフの亡命に当り、敦賀より長崎までの監視と護衛の役を、命ぜられたのは私である。浦塩から敦賀までは、浦塩憲兵隊司令部の都間大尉が付いて来た。ここから私が憲兵下士官二名を連れて付き添ったのである。東京を発つ時、陸軍省の軍事課長から、「なるべく最短距離で、然も短時日内に日本を去らしめて欲しい。途中陸軍将校やその他の者で策動するものがあるかも知れんが、一切干渉さしてはならない」との内訓を受けた。敦賀に着いて、セミヨノフ一行の到着を待つことにしたが、既に、セミヨノフと最も親交のあった
- 嘗てはシベリヤで「セ」軍の作戦を指導したことのある、当時は参謀本部付の黒木親慶少佐と二三の邦人が来ていた。黒木少佐等は、鉄道省側に交渉し、特別に二等車を一輌連結して貰うことに手筈を決めていたので、これはうっかりしていると、これ等の人達に引き摺られるかも知れないと思い、先方は少佐のことでもあり、こちらは中尉のほやほやであったが、当たって砕けろ主義で、こちらから私の使命、特に陸軍省の方針を話し、是非こちらの計画通り実行してもらいたいと告げると、黒木少佐は快く承知してくれたので、ホッとひと安心した。翌朝敦賀の埠頭に出て、久し振りに日本海の風に吹かれていると、遥か遠くの沖合に船らしきものが見え、人々が連絡船だ連絡船だと、囁き合う中に、次第に姿を大きく現わし、やがて静かに埠頭に着いた。検疫官の後を黒木少佐と共に乗船し、都間大尉に会い申し送りを受けた。都間大尉の話によれば、セミヨノフ一行は、犯罪人や俘虜ではないのだから、特に武人の面目を保たすため、佩刀を許してあるから承知せられたい。又余計なことだが、セミヨノフの握手は強いので有名だから、普通の人のようにやんわりと握ったらとんでもないから、手を出す時からウンと力を入れて、こちらから力強くに握るようにした方がよいとのことであった。キャビンで初めて会ったが、体躯堂々身の丈六尺近く、顔は丸く赤ら顔で、眼光鋭く刈込みの太いカイゼル髭を生やし、実に勇猛な武将の風貌を備えていた。黒木少佐の紹介で護衛に来た旨の挨拶すると、破顔一笑「御苦労です。どうも有難う」といわれ、いよいよ問題の握手をすべく右手を出したので、こちらも教わった通り力を入れて、ここぞとばかり握手をしたが、握手の仕方の巧拙よりも、根本は手の大小の差であった。私の四本の指を、彼の太い手で握りしめるのだから、本当に想像した以上に強く、早く放してくれれば良いがと思っているのに、なかなか放さないばかりか感情が昂まってくるに従い、一層強く振り出したので、全くしびれるようで、やっと放してくれた時は、やれやれと思い。人陰でソッと右手をさすった程であった。正午頃、列車は出発し、夕刻神戸に着き、山手の東亜ホテルに投宿した。その夜から、いろいろの人が面会に来るので憲兵下士官に人名要件をしらべさせたその翌日だったか、当時大阪第四師団の参謀長をしていた井染大佐が来て「今夜か明晩、一行を大阪の文楽に招待したいから承知して欲しい。君も一緒に来給え」との話であったが、断わると、大佐は、一晩だし近い大阪のことだ。僕が責任を持つから堅いことをいわずによこせよと、再三いわれたが、それも任務上出来ない、と辞退した。翌日は神戸から乗船し瀬戸内海を通って長崎へ行くことになっていたので乗船前、須磨舞子をドライブしただけで神戸を発った。セミヨノフの亡命に就いては、陸軍の内部にも、彼を見殺しにするのは、日本の武士道に反するという同情的意見もあったので、ロシア通の井染大佐の心情は分かっていたが、まだ若い中尉の頃のこととて、命ぜられた通りを実行したまでである。長崎でまた痛い握手をして、一路平安を祈りながら別れを告げたが、別離に際し、必ず再起の機あるを堅く信じている。今は亡命の身なれば何等酬ゆるものなきも、再び世に出たら、君に最高の勲章を授与するであろうと、眉宇に堅い決意を表していた。一時はアタマンセミヨノフ或いはセ将軍と呼ばれ、祖国ロシヤのため、帝政復活を夢みていたが、時勢の推移は、彼の期待したように廻って来ず上海に閑居し、幾度か再起を望んだであろうが時に利あらず、遥かにシベリヤの空を望んで、後に残した部下に思いを馳せたであろうことに想いを致せば、武人の心情一掬の涙なき能わずである。その後、満州事変起きるや、時至れりと思ったのであろう上海から大連へ移住し、北満の風雲を望んでいたようであるが、これまた彼に好運来らず、噂によれば終戦後侵入して来たソ蓮軍のため大連に於いて銃殺されたとのことである。栄枯盛衰は世のならいとはいえ、英雄の末路もまた哀れであった。